# Montán
Montán es un municipio español, perteneciente a la provincia de Castellón y la comarca del Alto Mijares, en la Comunidad Valenciana. Cuenta con una población de 421 habitantes (INE 2024). Se trata de un municipio hispanófono, en el que el español cuenta con el predominio lingüístico reconocido legalmente.
Su término municipal limita con: Montanejos, Cirat, Torralba del Pinar, Higueras, Caudiel y Fuente la Reina. 

## Historia
Los orígenes de Montán se remontan a la Antigüedad. Los hallazgos arqueológicos indican que estas tierras ya estuvieron ocupadas en época íbera, fenicia y romana. La presencia constante de agua en forma de fuentes y manantiales pudo ser uno de los alicientes para que se instalara aquí una comunidad islámica a la sombra de su castillo, del que apenas quedan los restos exiguos de una torre y lienzos parciales de las murallas.
En 1236 todo el territorio quedó bajo dominio del rey Jaime I. Montán se convirtió en un señorío. Como muchas otras poblaciones de la actual Comunidad Valenciana, la población debía de ser mayoritariamente musulmana, pues tras el decreto de expulsión de los moriscos en 1609 se repobló con 29 familias de la Provenza y 9 monjes servitas, los cuales fundaron y construyeron el Convento que actualmente se conserva en la población. En 1612 se otorgó a Montán Carta Puebla y a Montanejos, hasta ahora anejo de Montán, su independencia. 
Tras la Desamortización de Mendizábal el Convento de los Padres Servitas fue desmantelado y pasó a manos de un particular, tras un litigio entre el pueblo y dicho particular, la sentencia dio como respuesta que la zona destinada al culto pasara a manos del pueblo para poder seguir realizando oficios religiosos en él. 
Durante las guerras carlistas fue fortificado por los Carlistas y usado como cuartel por los mismos, siendo tomado al asalto por los isabelinos en mayo de 1840.

## Demografía
Montán cuenta con una población de 421 habitantes (INE 2024).
| Gráfica de evolución demográfica de Montán entre 1842 y 2021                                                        |
| |
| Población de derecho según los censos de población del INE Población de hecho según los censos de población del INE |

| 1990 | 1992 | 1994 | 1996 | 1998 | 2000 | 2002 | 2004 | 2005 | 2006 | 2007 | 2008 | 2009 | 2010 | 2019 |
| ---- | ---- | ---- | ---- | ---- | ---- | ---- | ---- | ---- | ---- | ---- | ---- | ---- | ---- | ---- |
| 389  | 361  | 352  | 346  | 340  | 347  | 338  | 330  | 370  | 380  | 383  | 386  | 431  | 443  | 370  |

## Economía
Basada tradicionalmente en la agricultura y la ganadería. En el siglo XIX tuvo una fábrica de hilos y tejidos. Actualmente la mayor parte de la población se dedica al sector servicios.

## Administración
| Periodo   | Nombre                                                        | Partido |
| --------- | ------------------------------------------------------------- | ------- |
| 1979-1983 | Antonio Fornas                                                | UCD     |
| 1983-1987 | Antonio Fornas                                                | UCD     |
| 1987-1991 | Vicente Bayo                                                  | PP      |
| 1991-1995 | Antonio Fornas                                                | PP      |
| 1995-1999 | Antonio Fornas                                                | PP      |
| 1999-2003 | Antonio Fornas                                                | PP      |
| 2003-2007 | Antonio Fornas                                                | PP      |
| 2007-2011 | Antonio Fornas                                                | PP      |
| 2011-2015 | Antonio Fornas Tuzón (hasta 2013) Miguel Ángel Guiñón Bellido | PP      |
| 2015-2019 | Sergio Fornas Tuzón                                           | PP      |
| 2019-2023 | Sergio Fornas Tuzón                                           | PP      |

## Monumentos

### Monumentos religiosos
- Convento de los Padres Servitas: Del siglo XVIII. De arquitectura postbarroca y preacadémica. El aspecto actual del convento data de 1763, desapareciendo su uso como tal en la desamortización de Mendizábal, fortificándose y utilizándose en 1836 por los carlistas.
- Iglesia de San Bernardo: Del siglo XVIII. Consta de una sola nave. El altar mayor es de regular altura, conservando una cruz procesional del siglo XVIII.
- Ermita de Santa Bárbara: Es la ermita más pequeña y humilde de la Comunidad Valenciana.
- Casa Abadía: Parte de la antigua casa feudal propiedad del Conde de Vallterra. A partir de 1609 y con motivo de la llegada de nuevos frailes servitas, fue casa abadía y primera residencia de los monjes hasta el fin de las obras del convento. En la actualidad hace las funciones de casa para el sacerdote titular de la iglesia.

### Monumentos civiles
- Castillo de Montán, del que en la actualidad no quedan más que restos de sus antiguas murallas.
- Excavaciones arqueológicas Monte Calvario, situado en lo alto de un cerro muy próximo a la localidad. Poblado de finales del S.VII y principios del siglo VI a. C. Se trata de un periodo de transición entre la Edad del Bronce y la Cultura Ibérica, caracterizado por la influencia de las culturas del Mediterráneo, en este caso particular del mundo fenicio.

## Fiestas
- San Antonio. Se celebra el sábado más próximo al 17 de enero. En el mes de enero y como en casi todos los pueblos de interior se celebra la festividad de San Antonio, que recae el 17 de enero (se celebra el fin de semana más próximo). Durante el día de la festividad, todas las calles del pueblo se llenan de aliagas, y ramas de todo tipo.

Cuando el reloj del campanario anuncia las ocho de la tarde todos los habitantes de la población se encuentran ya en la plaza con sus animales. Es entonces cuando salen a la puerta de la iglesia los clavarios, portando el santo al hombro y el párroco de la localidad bendice a los animales, los rollos de San Antonio y el vino. Al acabar la bendición el clavario mayor y portando el estandarte del santo, recorre la manzana denominada como "vuelta del toro", montado en su caballo y seguido por todas las caballerías del pueblo. Tras esta primera vuelta el orden desaparece y se producen frecuentes carreras de los caballos alentados por el gentío y con diferentes jinetes, todos ellos pasan por delante de los clavarios para que estos les obsequien con un rollo y un vaso de vino. 
Al comienzo del volteo general de campanas las carreras y el reparto de rollos finaliza, con lo que los habitantes se disuelven hacia sus casas, encendiendo, en las puertas de las mismas, diversas hogueras, con las aliagas y ramas antes mencionadas, para que el santo proteja los animales.
En este punto cabe destacar las vistas desde el Barrio de Arriba, ya que da la sensación de que la población está en llamas. Al tiempo que arden las diversas hogueras, los cazadores disparan al cielo para ahuyentar los malos espíritus.
Con los rescoldos de las hogueras, de las casas se sacan carnes y embutidos de los matacerdos propios y se hacen a la brasa. La gente cena en las calles como si fuese verano, aunque en las zonas donde no haya hogueras, las calles estén heladas por el riguroso frío invernal de estas zonas de interior.
Al día siguiente se celebra la misa en honor al santo, procesión y a la salida, los clavarios reparten rollos en la puerta de la iglesia, los cuales se guardan en casa durante todo el año para que no falte el pan.
- Virgen de los Dolores. Viernes de Dolores (viernes anterior al Domingo de Ramos). Los Septenarios se celebran todos los años en la iglesia del Convento, en la semana anterior a la de Pasión, culminando éstos, el Viernes de Dolores, fiesta local en la población.

El pueblo reunido entona los tradicionales cantos y melodías, que desde hace muchos años han sido heredadas de padres a hijos y han llegado hasta nuestros días.
Siete dolores cantados, con el rezo de siete avemarias en cada uno; salve dolorosa; sermón a cargo del párroco; gozos y despedida. Así siete días seguidos hasta el Viernes de Dolores por la mañana, el cual se celebra misa en la Iglesia Parroquial y por la tarde en el Convento, el último Septenario.
Durante la Semana Santa se realizan diversas procesiones religiosas como el Vía Crucis, el Entierro o el Encuentro.
El Domingo de Resurrección, por la tarde es tradición acudir con familiares y amigos a comerse la típica mona de pascua al paraje de la fuente de la Tejería. 
- San Bernardo. Semana de fiestas alrededor del 20 de agosto día del patrón.

Durante el verano en la población se celebran diversos festejos para grandes y pequeños.
A primeros de agosto se realizan actos tales como exposiciones, competiciones deportivas, mercado artesanal, etc. enmarcados todos en la Semana Cultural, con gran éxito de participación de toda la población.
Coincidiendo con la festividad de la Virgen de Agosto, la colonia veraniega, realiza festejos en honor a la Virgen de los Desamparados.
Y el día 20 de agosto, es el día de San Bernardo, patrón del pueblo. Éste, se inicia con la tradicional “replegá”; una rondalla, con cantos regionales y tradicionales (jotas), recorre toda la población pidiendo la voluntad puerta por puerta, mientras, también, ofrecen y reparten pastas típicas, ofrecen para beber porrones llenos de barrecha, mistela o cerveza y tiran petardos. Por la tarde, misa en la Iglesia Parroquial y procesión. Para culminar la jornada un espectáculo de jotas, cantadas y bailadas. En los días circundantes a la festividad, también se realizan toros, en honor al santo patrón.
- Fiestas Patronales. El tercer sábado de septiembre la población vuelve a respirar un ambiente festivo ya que comienzan sus fiestas patronales, su “semana grande”, éstas son en honor de la Virgen de los Dolores.

Comienza la fiesta con la presentación de los clavarios y clavarias al día siguiente se realizan los actos que veneran a la Patrona (misa, ofrenda, procesión,...).
En los primeros días se alternan los actos lúdicos, tanto para niños como para mayores, con los religiosos y los tres últimos, se realizan los actos taurinos, con el tradicional toro embolado.
Durante toda la semana la fiesta está en la calle, son unos días muy participativos ya que se realizan actos para todas las edades, verbenas, discomóviles, cabalgata de disfraces, espectáculo de variedades, chocolatá, entradas de toros, cucañas y el lunes, la comisión de fiestas invita a comer a todo el pueblo y sus visitantes en la plaza.